# تیمچریس (دهانه)
تیمچریس یک دهانه برخوردی در ماه‌ است.

## دهانه‌های اقماری
این دهانه ۵ دهانه اقماری دارد.
| Timocharis | عرض جغرافیایی | طول جغرافیایی | قطر         |
| ---------- | ------------- | ------------- | ----------- |
| H          | ۲۳.۶° N       | ۱۶.۶° W       | ۲.۰ کیلومتر |
| C          | ۲۴.۸° N       | ۱۴.۲° W       | ۴.۰ کیلومتر |
| B          | ۲۷.۹° N       | ۱۲.۱° W       | ۵.۰ کیلومتر |
| E          | ۲۴.۶° N       | ۱۷.۱° W       | ۴.۰ کیلومتر |
| D          | ۲۳.۸° N       | ۱۵.۱° W       | ۳.۰ کیلومتر |